# Middle Swan
Middle Swan är en del av en befolkad plats i Australien. Den ligger i kommunen Swan och delstaten Western Australia, omkring 19 kilometer nordost om delstatshuvudstaden Perth. Antalet invånare är 2 617.
Runt Middle Swan är det ganska tätbefolkat, med 70 invånare per kvadratkilometer.. Närmaste större samhälle är Perth, omkring 19 kilometer sydväst om Middle Swan.
Trakten runt Middle Swan består till största delen av jordbruksmark. Genomsnittlig årsnederbörd är 763 millimeter. Den regnigaste månaden är juli, med i genomsnitt 131 mm nederbörd, och den torraste är december, med 14 mm nederbörd.